# Lithobates vibicarius
Lithobates vibicarius es una especie de anfibio anuro de la familia Ranidae.

## Distribución geográfica
Esta especie habita entre los 1500 y 2700 m de altitud:
- en Costa Rica en la Cordillera de Tilarán y Cordillera Central;
- en el oeste de Panamá en la Cordillera de Talamanca.[4]

## Publicación original
- Cope, 1894 : Third addition to a knowledge of the Batrachia and Reptilia of Costa Rica. Proceedings of the Academy of Natural Sciences of Philadelphia, vol. 46, p. 194-206[5]